# John Hansen
John Angelo Valdemar Østergaard Hansen ou tout simplement John Hansen (né le 24 juin 1924 à Copenhague au Danemark et mort le 12 janvier 1990 dans la même ville), est ancien footballeur (attaquant gauche) et entraîneur danois.

## Biographie
Il commence sa carrière au BK Frem, remportant le championnat du Danemark lors de la saison 1943-44 puis le titre de meilleur buteur lors de la saison 1947-48.
Il réalise sa première sélection le 15 juin 1948 lors d'une victoire 3-0 contre la Finlande.
Le 5 août 1948, lors des JO de Londres, le Danemark affronte l’Italie en quart de finale. Le Danemark s’impose 5 buts à  3 et Hansen réalise un quadruplé (30e, 53e, 74e et 82e). Le Danemark est ensuite battu en demi-finale par la Suède, puis s’impose lors de la petite finale contre la Grande-Bretagne sur le score de cinq buts à trois. Hansen réalise un doublé. À l’issue du tournoi, avec sept buts, Hansen termine meilleur buteur à égalité avec le suédois Gunnar Nordahl. 

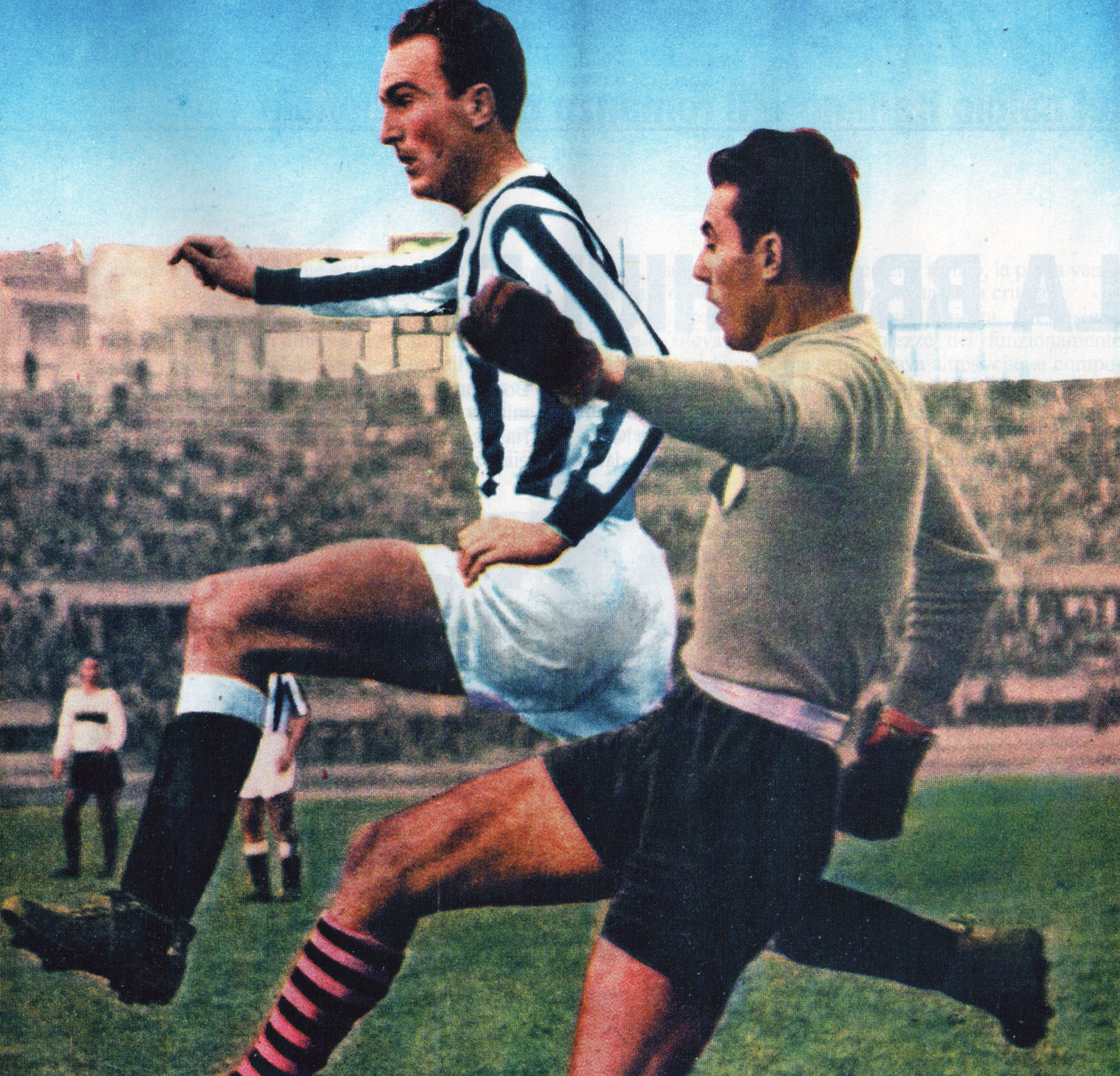
Sous les couleurs bianconeri en la saison 1951-52

Ses bonnes performances attirent l’œil des italiens. Le Torino Football Club essaye de le recruter mais c’est finalement le rival local, la Juventus qui engage Hansen le 18 novembre 1948 pour une durée de trois saisons. Hansen débute avec les bianconero le 21 novembre 1948 contre Bari (victoire 1-0), et inscrit son premier but en bianconero le 12 décembre 1948 lors d'un succès à l'extérieur 1-0 contre Pro Patria. En attaque, il est associé à Giampiero Boniperti et remporte avec la Juventus le championnat d'Italie à deux reprises (1949-50 puis 1951-52). Entre 1948 et 1954, il dispute en tout 189 matchs sous le maillot de la Juventus (187 en Serie A et 2 en coupe Latine) et inscrit 124 buts. Il est meilleur buteur du championnat d’Italie lors de la saison 1951-1952 avec 30 buts. 
En 1954, Hansen (surnommé Il lungo) quitte la Juventus Football Club (disputant sa dernière rencontre le 30 mai 1954 lors d'une victoire 3-2 sur Naples) pour la Lazio de Rome. Il n’y reste qu’une saison puis il rentre au Danemark ou il achève sa carrière en 1960 dans le club de ses débuts : le BK Frem.

### Anecdotes
Le 8 juin 1952, lors d'un match à domicile de la Juve contre Novare (victoire finale 3-1) pour le compte de la 36e journée de Serie A 1951-1952, Hansen remplaça dans les cages le gardien Giovanni Viola après l'expulsion de ce dernier à la 42e minute.

## Distinction
Il est fait Chevalier de l'Ordre du Mérite de la République italienne en 1984, à l'initiative du Président de la République.

## Carrière
| - 1943-1948 : BK Frem Copenhague - 1948-1954 : Juventus FC - 1954-1955 : SS Lazio - 1955-1960 : BK Frem Copenhague |  | - BK Frem Copenhague - 1968-1969 : Équipe du Danemark de football |

## Palmarès

### Club
| BK Frem - Championnat du Danemark (1) : - Champion : 1943-44. - Meilleur buteur : 1947-48. |  | Juventus - Championnat d'Italie (2) : - Champion : 1949-50 et 1951-52. - Vice-champion : 1952-53 et 1953-54. - Meilleur buteur : 1951-52 (30 buts). |

### Sélection
Danemark olympique
- Jeux olympiques :
  -  Bronze : 1948.
  - Meilleur buteur : 1948.

## Statistiques détaillées
| Saison        | Club          | Championnat | Championnat | Championnat |
| Saison        | Club          | Niveau      | Matchs      | Buts        |
| ------------- | ------------- | ----------- | ----------- | ----------- |
| 1948-49       | Juventus      | A           | 24          | 15          |
| 1949-50       | Juventus      | A           | 37          | 28          |
| 1950-51       | Juventus      | A           | 33          | 20          |
| 1951-52       | Juventus      | A           | 36          | 30          |
| 1952-53       | Juventus      | A           | 29          | 22          |
| 1953-54       | Juventus      | A           | 28          | 9           |
| 1954-55       | Lazio Rome    | A           | 27          | 15          |
| Total Serie A | Total Serie A |             | 214         | 139         |

| Date              | Lieu                 | Equipe 1 | Score | Equipe 2        | Compétition | But(s) |
| 15 juin 1948      | Helsinki, Finlande   | Finlande | 0 - 3 | Danemark        | Amical      | 1      |
| 26 juin 1948      | Copenhague, Danemark | Danemark | 8 - 0 | Pologne         | Amical      | 2      |
| 31 juillet 1948   | Londres, Angleterre  | Égypte   | 1 - 3 | Danemark        | JO 48       | -      |
| 5 août 1948       | Londres, Angleterre  | Danemark | 5 - 3 | Italie          | JO 48       | 4      |
| 10 août 1948      | Londres, Angleterre  | Suède    | 4 - 2 | Danemark        | JO 48       | 1      |
| 13 août 1948      | Londres, Angleterre  | Danemark | 5 - 3 | Grande-Bretagne | JO 48       | 2      |
| 26 septembre 1948 | Copenhague, Danemark | Danemark | 0 - 0 | Angleterre      | Amical      | -      |
| 10 octobre 1948   | Stockholm, Suède     | Suède    | 1 - 0 | Danemark        | Amical      | -      |